# Brilliant (Alabama)
Brilliant város az USA Alabama államában, Marion megyében. Lakosainak száma 845 fő (2020. április 1.).

## Népesség
A település népességének változása:
| Lakosok száma | 889  | 900  | 845  |
|               | 2000 | 2010 | 2020 |